# 穆芝房
穆芝房（1888年—1969年），名岑园（一作苓园），字嘉珍，男，回族。天津人，中国水利专家、政治人物，曾任天津市政协副主席，第二、三、四届全国政协委员。